# Jane Levy

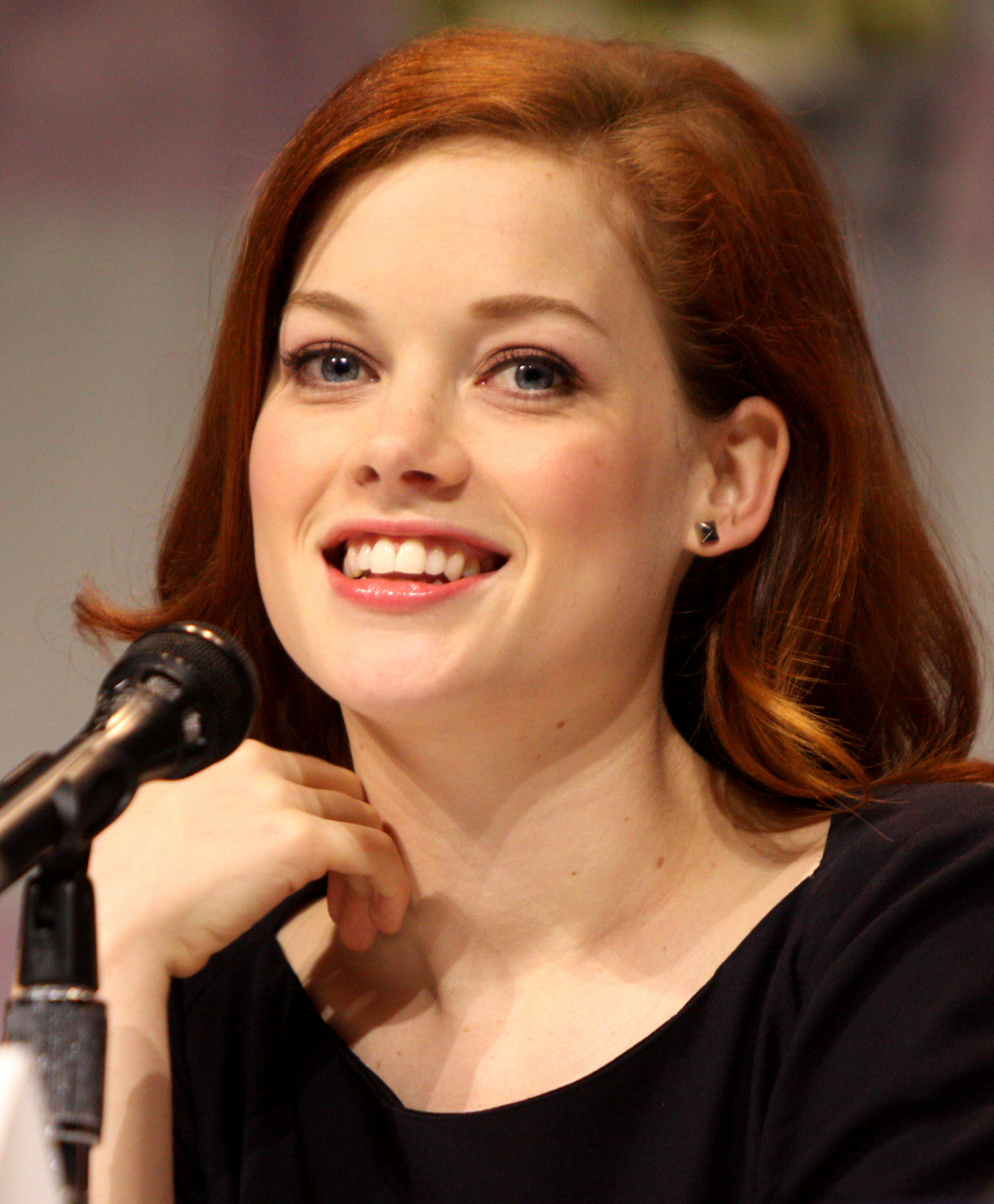
Jane Levy bei der WonderCon am 30. März 2013.

Jane Levy (* 29. Dezember 1989 im Los Angeles County, Kalifornien als Jane Colburn Levy) ist eine US-amerikanische Schauspielerin, bekannt durch ihre Rolle als Tessa Altman in der Fernsehserie Suburgatory.

## Leben und Karriere
Jane Levy wurde im Dezember 1989 im Los Angeles County, einem County im US-Bundesstaat Kalifornien, als Tochter von Mary Levy, einer Künstlerin, und Lester Levy, einem Musiker, geboren. Sie wuchs in San Anselmo, (Marin County, Nordkalifornien) auf und besuchte dort die Highschool. Während ihrer Schulzeit war sie unter anderem Kapitänin der Frauenfußballmannschaft und trat in Laientheaterstücken von Annie und Der Zauberer von Oz auf. Nach ihrem Schulabschluss besuchte sie für ein Semester das Goucher College in Maryland, bevor sie zum Stella Adler Studio of Acting in New York wechselte. Nach zwei Jahren in New York kehrte sie nach Los Angeles zurück und bekam ihre erste Rolle in Shameless, der US-amerikanischen Neuverfilmung der gleichnamigen britischen Dramedy-Fernsehserie. In der vom Sender Showtime ausgestrahlten Serie spielte sie in fünf Episoden der ersten Staffel die Rolle der Mandy Milkovich, bevor sie für die zweite Staffel durch Emma Greenwell ersetzt wurde. Im Frühjahr 2011 wurde sie für die Hauptrolle in der ABC-Comedyserie Suburgatory gecastet, wo sie als Tessa Altman neben Jeremy Sisto und Cheryl Hines zu sehen ist. Seit dieser Rolle wird sie aufgrund ihrer roten Haare mit Emma Stone verglichen. Levy wurde sowohl von TV Guide als auch von TheInsider.com als eine der herausragenden Schauspielerinnen 2011 benannt und war in der von AOL zusammengestellten Liste der witzigsten Frauen unter den besten elf zu finden. Zu Halloween 2012 erschien die Komödie Fun Size – Süßes oder Saures, in der Levy neben Victoria Justice und Chelsea Handler eine der Hauptrollen übernahm.
Im Februar 2012 übernahm sie die Hauptrolle der Mia in Evil Dead, einer Neuverfilmung des Horrorfilms Tanz der Teufel aus dem Jahr 1981.

## Filmografie (Auswahl)
- 2011: Shameless (Fernsehserie, 5 Episoden)
- 2011–2014: Suburgatory (Fernsehserie, 57 Episoden)
- 2012: Versuchung – Kannst du widerstehen? (Nobody Walks)
- 2012: Fun Size – Süßes oder Saures (Fun Size)
- 2013: Evil Dead
- 2014: Alex: Eine Geschichte über Freundschaft (About Alex)
- 2014: Kroll Show (Fernsehserie, Episode 2x05)
- 2014: Bang Bang Baby
- 2015: Frank and Cindy
- 2015: Nicholas & Hillary (Kurzfilm)
- 2015: Here Now (Kurzfilm)
- 2016: Don’t Breathe
- 2016: Swedish Dicks (Fernsehserie, Episode 1x05)
- 2016: Monster Trucks
- 2016: Four Stories (Miniserie, Episode 1x02)
- 2016: My Time your Time (Fernsehfilm)
- 2017: Sea Oak (Fernsehfilm)
- 2017: Fremd in der Welt (I Don’t Feel at Home in This World Anymore)
- 2017: Twin Peaks (Fernsehserie, Episode 3x05)
- 2017: There’s… Johnny! (Fernsehserie, 7 Episoden)
- 2018: Office Uprising
- 2018: The Pretenders (Pretenders)
- 2018: Good Luck in the Land of Manaŋa (Kurzfilm)
- 2018: Castle Rock (Fernsehserie, 6 Episoden)
- 2019: What/If (Fernsehserie, 10 Episoden)
- 2019: Carfucker (Kurzfilm)
- 2020–2021: Zoey’s Extraordinary Playlist (Fernsehserie, 25 Episoden)
- 2021: Zoey’s Extraordinary Christmas
- 2023: A Little Prayer
- 2023: Dave (Fernsehserie, Episode 3x02)
- 2023: The Toxic Avenger (Stimme)
- 2023: The Problem with People
- 2025: Atropia